# Томашевская, Зоя Борисовна
Томаше́вская Зо́я Бори́совна (1 июля 1922 г., с. Маслино, Новгородская обл. — 1 декабря 2010 г., г. Пушкин, Санкт-Петербург) — архитектор, художник, мемуарист, музейный деятель. Дочь литературоведа, текстолога, писателя Б. В. Томашевского.

## Биография
Родилась 1 июля 1922 года в семье филологов — Бориса Викторовича Томашевского и Ирины Николаевны Медведевой-Томашевской. С 1934 года семья Томашевских занимала квартиру в Писательском доме (наб. кан. Грибоедова, д. 9 / М. Конюшенная ул., д. 4/2), двери которой всегда были открыты для многочисленных друзей и знакомых, среди которых были С. Т. Рихтер, М. В. Юдина, И. А. Бродский и др. Зоя Борисовна, с детства окруженная известными людьми — деятелями культуры и искусства, стремилась сохранить историю жизни и творчества друзей — не только знаменитых авторов, но и персонажей Писательского дома:

Мне выпало счастье вырасти в окружении людей необыкновенных, быть свидетелем их трагической и стоической жизни, знать о них только правду… Многих я узнала ещё в детстве, когда и понятия не имела о том, кто они. Андрей Белый, Пяст, Волошин, Пастернак, Ахматова, Лозинский, Заболоцкий, Юдина, Анциферов, Рихтер, Габричевский, Нейгауз, Тынянов, Гинзбург, Осмеркин, Реформатский — лица этих людей, их поведение, их судьбы поражали… Небожители, почему-то населяющие наш дом. И это было моей повседневной жизнью. Любить их и служить им казалось почти наградой.— Зоя Борисовна Томашевская, 
Окончила Ленинградский институт живописи, скульптуры и архитектуры им. И. Е. Репина. Работала на кафедре интерьера и оборудования Ленинградского высшего художественно-промышленного училища им. В. И. Мухиной.
Входила в круг особо приближенных друзей А. А. Ахматовой, сохранила воспоминания о многих эпизодах из жизни поэта. В 1987 г. благодаря Томашевской поэма «Реквием» была опубликована в № 3 журнала «Октябрь» (первая публикация произведения в СССР).

## Профессиональная деятельность
Работала над созданием интерьеров магазинов «Юбилей» на Охте (1974) и «Татьяна», расположенном на Большом пр. Петроградской стороны, участвовала в выборе интерьерных решений станции ленинградского метрополитена «Балтийская» (1955). Разработала концепцию оформления экспозиции «Анна Ахматова. Царское Село» (г. Пушкин) и воплотила его в жизнь, подготовила проект «Пушкинское литературное кафе» (г. Санкт-Петербург), принимала участие в реставрации архитектурных ансамблей г. Пушкин, в том числе Морейской колонны (Екатерининский парк, г. Пушкин, 1984). В 1985 г. создала дизайн-проект внутренних помещений петербургского Литературного кафе, возникшего двумя годами ранее в помещении, где в XIX веке располагалась легендарная кондитерская С. Вольфа и Т. Беранже (Невский проспект, 18). Совместно с дочерью Анастасией Томашевской подготовила концепцию оформления ресторана «Нева», театра Музыкальной комедии (проект был осуществлен при их непосредственном участии в 1989 г.). В числе наиболее известных работ Зои Борисовны — дизайн оформления Лавки Смирдина (Невский проспект, 22-24), подготовленный в 1997 г.
Зоя Борисовна принимала активное участие в сохранении культурного наследия Ленинграда. Она была одним из инициаторов создания музея Анны Ахматовой в Царскосельской гимназии искусств, выступала также в качестве автора экспозиционного оформления музея. Основу экспозиции составила коллекция рукописей, портретов, памятных вещей, предоставленная жителем г. Пушкина С. Д. Умниковым (1902—1998), с 1960-х гг. собиравшим различные артефакты, связанные с именем Ахматовой. Размер собрания, переданного Умниковым, превышал 6000 единиц. В год открытия музея была представлена экспозиция «Первый музей Анны Ахматовой. Коллекция С. Д. Умникова». Кроме того, Зоя Борисовна принимала участие в создании музея Анны Ахматовой в Фонтанном Доме (откр. 1989), куда передала значительную часть семейного архива, в том числе негативы фотографий, сделанных И. А. Бродским.
В 1984 г. Зоя Борисовна подготовила экспозицию, посвященную А. А. Ахматовой в селе Градницы Калининской области, и передала в дар несколько мемориальных вещей. Созданная экспозиция легла в основу музея «Дом поэтов» (откр. 2008 как филиал Тверского государственного объединённого музея), организованного по инициативе ахматоведа М. М. Кралина.
Зоя Борисовна принимала участие в организации Мемориального музея М. М. Зощенко в Писательском доме (откр. 1992), ныне «Государственный литературный музей „XX век“».

### Список избранных работ
- 1955 — участие в разработке интерьерных решений станции ленинградского метрополитена «Балтийская».
- 1985 — интерьер «Литературного кафе» в Петербурге.
- 1989 — интерьер ресторана «Нева».
- 1989 — оформление внутреннего убранства кукольного театра на ул. Некрасова.
- 1996 — оформление помещений театра Музыкальной комедии (совм. с дочерью Анастасией Томашевской).
- 1997 — интерьер Лавки Смирдина на Невском проспекте.

## Произведения
Зоя Борисовна оставила воспоминания о соседях по Писательскому дому на канале Грибоедова, 9 — М. М. Зощенко, Е. Л. Шварце, Б. М. Эйхенбауме, Н. А. Заболоцком — и близких друзьях — А. А. Ахматовой, И. А. Бродском, С. Т. Рихтере, Д. Д. Шостаковиче, А. А. Осмёркине и мн. др.
Воспоминания Томашевской дают представления не только о частных судьбах, они также свидетельствуют о жизни представителей интеллигенции вообще — образе их мыслей, характере взаимоотношений.

Я знала многие семьи, где люди были на вы. Рихтеры были на вы. И, кроме того, у папы вообще к слову ты были очень большие требования. Исключая детей, было два человека, которым он говорил ты. Это был Юрий Николаевич Тынянов и Роман Якобсон. Надо сказать, жизнь детей была отделена от жизни взрослых. Нам даже не разрешали сидеть за столом, когда приходили гости. Мне было это позволено в 16 лет. На всю жизнь помню, что гостем был Юрий Николаевич Тынянов. А брат мой плакал в своей комнате, потому что ему было 14 с половиной.— Зоя Борисовна Томашевская, 
В 2000 г. вышла книга «Петербург Ахматовой: семейные хроники. Зоя Борисовна Томашевская рассказывает» — первая и единственная книга воспоминаний, написанная лично Томашевской. Её рассказ лег в основу документальной повести А. С. Ласкина «Петербургские тени». Воспоминания Зои Борисовны, а также фотографии, предоставленные её дочерью Анастасией, стали важной составляющей книги об истории Писательского дома (подготовлена научными сотрудниками ГЛМ «XX век»).